# قارعه
سوره قارعه در مکه نازل شده و دارای ۱۱ آیه است. کلمه قارعه به معنی کوبنده است.

## نزول
بعد از سوره قریش، در مکه در اوائل بعثت نازل شده‌است.

## محتوای سوره
این سوره بطورکلی از معاد و مقدمات آن سخن می‌گوید، و انسان‌ها را به دو گروه تقسیم می‌کند:
- گروهی که اعمالشان در میزان عدل الهی سنگین است: پاداششان زندگانی سراسر رضایتبخش در جوار رحمت حق
- گروهی که اعمالشان سبک و کم وزن است و سرنوشتشان آتش داغ و سوزان جهنم.

## لغات سوره
قارعة یعنی کوبیدن چیزی بر چیزی
هاویة یعنی سقوط
حامیة یعنی شدت گرما
فراش مبثوث یعنی ملخ‌های متفرق
عهن یعنی پشم رنگارنگ
منفوش یعنی حلاجی شده یا زده شده (پشم زده شده)

## تفاسیر سوره قارعه
در این سوره حتی به پیامبر می‌گوید تو نمی‌دانی ان حادثه کوبنده (روز قیامت) چیست (به خاطر عظمت ان واقعه)
مشخص نیست منظور از کوبنده بودنِ قیامت، حوادثِ پایانِ دنیا است یا مرحله زنده شدن مردگان که ترس و وحشت باعث کوبیده شدن دلها می‌شود که هر دو البته وحشتناک است.
از پیامبر نقل شده‌است وقتی روح مؤمن از جسمش خارج می‌شود، بندگان اهل رحمت الهی که قبل او مرده‌اند به دیدنش می آیند و از احوال او میپرسند و احوالپرسی می‌کنند و وقتی حال شخصی را بپرسند و او بگوید فلانی خیلی وقته مرده می‌گویند: انا لله و انا الیه راجعون او را به جهنم نزد مادرش هاویه بردند.
این معنا از انس بن مالک و از حسن و اشعث بن عبداللّه اعمی از محمد روایت شده‌است.

## فضیلت سوره
- در حدیثی از محمد باقر آمده‌است:

کسی که سوره قارعه را بخواند خداوند متعال او را از فتنه دجال و ایمان آوردن به او حفظ می‌کند، و او را در قیامت از چرک جهنم دور می‌دارد. انشاالله.